# Aporodesmus kuako
Aporodesmus kuako är en mångfotingart som beskrevs av Carl Oscar von Porat 1894. Aporodesmus kuako ingår i släktet Aporodesmus och familjen Cryptodesmidae. Inga underarter finns listade i Catalogue of Life.